# Polémique sur les manuels scolaires palestiniens
 (janvier 2024).
La mise en forme du texte ne suit pas les recommandations de Wikipédia : il faut le « wikifier ».
Les points d'amélioration suivants sont les cas les plus fréquents. Le détail des points à revoir est peut-être précisé sur la page de discussion.
- Les titres sont pré-formatés par le logiciel. Ils ne sont ni en capitales, ni en gras.
- Le texte ne doit pas être écrit en capitales (les noms de famille non plus), ni en gras, ni en italique, ni en « petit »…
- Le gras n'est utilisé que pour surligner le titre de l'article dans l'introduction, une seule fois.
- L'italique est rarement utilisé : mots en langue étrangère, titres d'œuvres, noms de bateaux, etc.
- Les citations ne sont pas en italique mais en corps de texte normal. Elles sont entourées par des guillemets français : « et ».
- Les listes à puces sont à éviter, des paragraphes rédigés étant largement préférés. Les tableaux sont à réserver à la présentation de données structurées (résultats, etc.).
- Les appels de note de bas de page (petits chiffres en exposant, introduits par l'outil «  Source ») sont à placer entre la fin de phrase et le point final[comme ça].
- Les liens internes (vers d'autres articles de Wikipédia) sont à choisir avec parcimonie. Créez des liens vers des articles approfondissant le sujet. Les termes génériques sans rapport avec le sujet sont à éviter, ainsi que les répétitions de liens vers un même terme.
- Les liens externes sont à placer uniquement dans une section « Liens externes », à la fin de l'article. Ces liens sont à choisir avec parcimonie suivant les règles définies. Si un lien sert de source à l'article, son insertion dans le texte est à faire par les notes de bas de page.
- La présentation des références doit suivre les conventions bibliographiques. Il est recommandé d'utiliser les modèles {{Ouvrage}}, {{Chapitre}}, {{Article}}, {{Lien web}} et/ou {{Bibliographie}}. Le mode d'édition visuel peut mettre en forme automatiquement les références.
- Insérer une infobox (cadre d'informations à droite) n'est pas obligatoire pour parachever la mise en page.

Pour une aide détaillée, merci de consulter Aide:Wikification.
Si vous pensez que ces points ont été résolus, vous pouvez retirer ce bandeau et améliorer la mise en forme d'un autre article.
La question des manuels scolaires utilisés par l’Autorité nationale Palestinienne et l’UNRWA revêt une importance particulière dans le contexte élargi du conflit israélo-palestinien. De nombreuses études, y compris des rapports de IMPACT-SE et de l'Institut Georg Eckert, ordonnés par l'UE, révèlent des références inquiétantes dans les manuels scolaires Palestiniens, couvrant tous les niveaux et toutes les matières, impliquant un contenu antisémite et une imagerie, un discours de haine, et une incitation à la violence, au martyre et au jihad,,,,. Le consulat général des États-Unis à Jérusalem et l'Institut de recherche Truman de l'Université Hébraïque ont également mené des études sur cette question.
De 2019 à 2023, le Parlement européen a adopté quatre résolutions dénonçant l’Autorité Palestinienne pour le contenu « haineux » de ses manuels scolaires et stipulant que tout futur financement de l'éducation serait conditionné à la suppression des contenus antisémites. La résolution de 2023 a établi un lien direct entre le matériel scolaire et le Terrorisme Palestinien pour la première fois, soulignant la nécessité de l'éducation et donnant aux étudiants l'accès à des manuels objectifs et impartiaux, à la lumière de l'implication croissante des adolescents dans des activités terroristes.
Les manuels scolaires en Israël ont également été étudiés et certains problèmes ont été identifiés. Israël a ordonné que le mot Nakba, qui signifie désastre ou catastrophe et qui fait référence à la fondation d'Israël en 1948 et à la fuite forcée des Palestiniens des terres conquises par Israël, soit retiré des manuels scolaires arabes israéliens. Le terme a été introduit dans les livres destinés aux écoles arabes en 2007, lorsque le ministère de l'Éducation était dirigé par Yuli Tamir, du parti travailliste. Le Premier ministre israélien Benjamin Netanyahu a justifié cette interdiction en affirmant que le terme était une « propagande contre Israël ».
La question a été exploitée dans les campagnes de diplomatie publique Israéliennes, tandis que les Palestiniens affirment que leurs manuels scolaires se concentrent à juste titre sur leur récit national, soulignant les défis posés par l’occupation.

## Années de 1990 à 2021

### Examen de l'UNRWA de 1998
En 1998, deux ans avant la Deuxième Intifada, Peter Deutsch, membre Démocrate de la Chambre des représentants des États-Unis et d'autres membres du Congrès ont demandé au Département d'État de solliciter UNRWA pour enquêter sur les preuves selon lesquelles les manuels scolaires utilisés dans les écoles gérées par l'UNRWA en Cisjordanie et à Gaza contenaient des déclarations antisémites. Les allégations ont fait surface dans des rapports compilés par le Centre de suivi de l'impact de la paix, une ONG. En janvier 1999, le Département d'État a rapporté : « Les méthodologies employées par l'UNRWA font qu'il est difficile de tirer des conclusions définitives sur l'étendue du contenu antisémite dans les manuels scolaires des autorités hôtes utilisés dans les écoles de l'UNRWA. Dans le même temps, l'examen de l'UNRWA a révélé des cas de caractérisations et de contenus antisémites dans les textes des autorités hôtes.

### Rapport du CMIP de 2000
Une analyse des manuels scolaires Israéliens en 2000 par le Centre de suivi de l'impact de la paix (CMIP) a constaté qu’il n’existait pas d’endoctrinement contre les Arabes en tant que nation, ni de présentation négative de l’Islam. L'Islam, la culture Arabe et la contribution des Arabes à la civilisation humaine ont été présentés sous une forme positive. Aucun livre n’appelait à la violence ou à la guerre, et de nombreux livres auraient exprimé l’aspiration à la paix entre Israël et les pays Arabes. Cependant, certains manuels scolaires de la communauté Juive orthodoxe contenaient des préjugés à l'égard des Palestiniens et les Arabes étaient souvent tenus pour responsables des guerres Israéliennes.
En 2001, dans Democracy, History, and the contest over the Palestinien curriculum, Nathan J. Brown a écrit : « le programme Palestinien n'est pas un programme de guerre ; bien que hautement nationaliste, il n’incite pas à la haine, à la violence et à l’antisémitisme. On ne peut pas non plus le décrire comme un « programme de paix », mais les accusations portées contre lui sont souvent extrêmement exagérées ou inexactes. » Dans le même document, il écrit également que « pratiquement toutes les discussions en Anglais sur l'éducation Palestinienne répètent l'accusation selon laquelle les manuels scolaires Palestiniens incitent les étudiants contre les Juifs et Israël. Les lecteurs pourraient donc être surpris d'apprendre que les livres rédigés dans le cadre de la PNA sont en grande partie innocents de ces accusations ».

### Nathan Brown 2000 et 2001
Depuis 1994, l’Autorité Palestinienne a remplacé les manuels scolaires plus anciens et, en 1999 et 2000, Nathan Brown, professeur de sciences politiques à l’Université George Washington, a publié une étude sur ce sujet. Concernant les manuels scolaires les plus récents de l'Autorité Palestinienne, il déclare :
Les nouveaux manuels ont supprimé l'antisémitisme le plus flagrant, présent dans les manuels plus anciens, tout en racontant l'histoire d'un point de vue Palestinien. Ils ne représentent pas l'État d'Israël et le qualifient souvent de « Palestine » ; chaque manuel contient un avant-propos décrivant la Cisjordanie et Gaza comme « les deux parties de la patrie » ; les cartes prennent d'autres mesures pour éviter d'indiquer les frontières ; les manuels évitent de traiter d’Israël longuement mais le mentionnent effectivement par son nom ; les nouveaux manuels doivent être considérés comme une formidable amélioration du point de vue Juif, Israélien et humanitaire.

### Débat de l’Union européenne sur l’arrêt de l’aide
Armin Lachet, membre de la délégation Allemande au Parlement européen, a menacé de suspendre le financement européen des établissements d'enseignement Palestiniens « ... jusqu'à ce que tous les passages des manuels scolaires Palestiniens hostiles à Israël soient supprimés ».
Cependant, Chris Patten, membre de la commission des affaires étrangères du Parlement Européen, et commissaire aux relations extérieures, a déclaré : « C'est une pure invention que l'Union Européenne ait financé des manuels scolaires contenant des arguments antisémites dans les écoles Palestiniennes. C'est un mensonge total ».
La réponse de l'AP a été livrée par Peter Hansen, à l'époque Commissaire général de l’UNRWA, au quotidien Al-Hayat al-Jadida : « Nous ne pouvons pas attendre d'un peuple sous occupation qu'il ait des manuels scolaires qui idéalisent, louent et expriment leur amour pour leurs occupants. » En réponse, l’Entreprise coopérative américano-israélienne a déclaré que « les textes Israéliens n'idéalisent pas, ne louent pas et n'expriment pas leur amour pour les Palestiniens, mais ils ne calomnient pas et ne diffusent pas non plus de haine contre eux ».

### Comparaison de l'Institut Georg Eckert de 2002
L'Institut Georg Eckert, pour la recherche internationale sur les manuels scolaires, a comparé les manuels scolaires Palestiniens et Israéliens en décembre 2002. Selon Jonathan Kriener de l'institut, « la différence cruciale entre les deux séries de manuels réside dans l'unanimité globale des manuels Palestiniens qui transmettent un message sous-jacent constant de délégitimation contre le large éventail d’approches différentes en Israël, allant des manuels scolaires ultra-orthodoxes aux livres dans lesquels des questions politiques très controversées sont abordées assez ouvertement. »

### Comparaisons Firer-Adwan de 2002 et 2004
Ruth Firer, de l’Institut Harry S.Truman pour l'avancement de la paix à l’Université Hébraïque de Jérusalem, et Sami Adwan, professeur d'éducation à l’Université de Bethléem à Bethléem, a comparé les manuels scolaires Palestiniens et Israéliens en 2002. Parmi les manuels scolaires Palestiniens, ils ont constaté que « d'après l'expérience quotidienne des Palestiniens, les Israéliens d'aujourd'hui sont présentés comme des occupants. Les textes incluent des exemples d'Israéliens tuant et emprisonnant des Palestiniens, démolissant leurs maisons, déracinant des arbres fruitiers, confisquant leurs terres et y construisant des colonies. Les textes parlent également du droit au retour des réfugiés Palestiniens de 1948 en décrivant comment ces réfugiés vivent dans des camps. » Les manuels scolaires Israéliens sont généralement « présentés sans débat politique national ». Leur étude de 2004 portant sur 13 manuels scolaires Israéliens et 9 manuels Palestiniens a révélé que « les manuels d'aucun des deux côtés ne racontent l'histoire du conflit du point de vue de l'autre, tous deux ignorent les souffrances de l'autre côté et chacun ne considère que ses seules victimes ».

### Révision de 2002 et rapport de suivi de 2004 de l'IPCRI
En 2002, le Congrès des États-Unis a demandé au Département d'État des États-Unis de faire appel à une Organisation Non Gouvernementale (ONG) réputée pour procéder à une révision du nouveau programme scolaire Palestinien. Le Centre de Recherche et d'Information Israël/Palestine (IPCRI) a ainsi été mandaté par l'ambassade américaine à Tel Aviv et le consul général des États-Unis à Jérusalem pour examiner les manuels scolaires de l’Autorité Palestinienne. Son rapport, achevé en mars 2003, déclarait que « l'orientation générale du programme est pacifique malgré les dures et violentes réalités sur le terrain. Il n'incite pas ouvertement à la haine contre Israël et les Juifs. Cela n’incite pas ouvertement à la haine et à la violence. La tolérance religieuse et politique est mise en avant dans bon nombre de manuels scolaires et dans de multiples contextes. »
Cependant, son rapport de suivi de juin 2004 indiquait que « la pratique consistant à « s'approprier » des sites, des zones, des localités, des régions géographiques, etc. à l'intérieur du territoire de l'État d'Israël, comme l'ont observé la Palestine et les Palestiniens lors de notre examen précédent, demeure une caractéristique des manuels récemment publiés (4ème et 9ème années), établissant des bases substantielles pour affirmer que l'Autorité Palestinienne ne reconnait pas, en réalité, Israël comme l'État du peuple Juif. »
Le résumé indiquait également que le programme revendiquait une ancienne présence Arabe historiquement controversée dans la région, tout en reflétant une représentation inadéquate et déséquilibrée du lien Juif : « Le lien Juif avec la région, en général, et avec la Terre Sainte, en particulier, a pratiquement disparu. Ce manque de référence est perçu comme équivalant à un déni de ce lien, bien qu'aucune preuve directe ne soit trouvée pour un tel déni. » ... « les termes et passages utilisés pour décrire certains événements historiques sont parfois de nature offensante et pourraient être interprétés comme reflétant la haine et la discrimination à l'égard des Juifs et du Judaïsme ».
Selon Roger Avenstrup, qui écrit pour The New York Times, le rapport de 2003 du IPCRI conclut que le programme d'études est globalement pacifique et ne contient pas de haine ou de violence contre Israël ou les Juifs, tandis que le rapport de 2004 déclare qu'il n'existe « aucun signe d'incitation à la haine envers Israël, le Judaïsme ou le sionisme, ni envers la tradition ou les valeurs judéo-chrétiennes occidentales ».

### Rapport sur les droits de l'homme du Département d'État Américain de 2009
Dans son rapport sur les droits de l'homme de 2009, le Département d'État Américain a écrit qu'après la révision des manuels scolaires en 2006 par le ministère de l'Éducation et de l'Enseignement supérieur de l'Autorité Palestinienne, des universitaires internationaux ont conclu que les manuels n'incitaient pas à la violence contre les Juifs mais montraient un déséquilibre, des préjugés et des inexactitudes. Certaines cartes ne représentaient pas la réalité politique actuelle, ne montrant ni Israël ni les colonies. Les manuels scolaires Palestiniens utilisés dans les écoles Palestiniennes et dans les écoles de Jérusalem-Est, gérées par la municipalité de Jérusalem, étaient incohérents dans la définition des frontières de 1967 et n'identifiaient pas les zones et les villes avec des noms à la fois Arabes et Hébreux.

### Rapport 2009-2012
Une étude complète de trois ans, considérée par ses chercheurs comme « l'étude la plus définitive et la plus équilibrée à ce jour sur le sujet »,, a été menée entre 2009 et 2012. Les chercheurs ont examiné 3 000 auteurs, illustrations et cartes dans des manuels scolaires utilisés dans les écoles Palestiniennes, Israéliennes et ultra-orthodoxes Israéliennes. L'étude a révélé que l'incitation, la diabolisation ou les représentations négatives de l'autre dans l'éducation des enfants étaient « extrêmement rares » dans les textes scolaires Israéliens et Palestiniens, avec seulement 6 cas découverts dans plus de 9 964 pages de manuels scolaires Palestiniens, dont aucun ne consistait en des « caractérisations déshumanisantes générales des traits personnels des Juifs ou des Israéliens ». Les responsables Israéliens ont rejeté l'étude, la qualifiant de partiale, tandis que les responsables de l'Autorité Palestinienne ont affirmé qu'elle confirmait leur point de vue selon lequel leurs manuels scolaires étaient aussi justes et équilibrés que ceux d'Israël.

### Etude CRIHL de 2013
En 2009, une étude a été lancée par le Conseil des Institutions Religieuses de la Terre Sainte, une association interreligieuse de dirigeants Juifs, Chrétiens et Musulmans en Israël et dans les territoires occupés, qui prévoyait d’effectuer des recommandations aux ministères de l'Éducation des deux côtés sur la base du rapport. Elle a été supervisée par un psychiatre, le professeur émérite Bruce Wexler de l'Université de Yale et son ONG – A Different Future et a mandaté une équipe de recherche conjointe palestino-israélienne dirigée par les professeurs Daniel Bar-Tal (Université de Tel-Aviv) et Sami Adwan (Université de Bethléem), qui a employé des assistants de recherche (6 assistants de recherche bilingues Israéliens et 4 Palestiniens) pour analyser les textes de 370 livres Israéliens et 102 livres Palestiniens de la 1ère à la 12ème année. The Guardian et AAP ont mentionné 3000 manuels scolaires approuvés à partir de 2011 comme sujets à l'analyse de l'étude, y compris ceux utilisés dans le système éducatif de la communauté Juive ultra-orthodoxe,. Les textes Arabes du ministère Israélien de l'Éducation destinés aux écoles Arabes Israéliennes ont été omis de l'enquête.
L'étude, supervisée par un groupe consultatif scientifique international (SAP), devait se dérouler en trois phases : organisation, analyse et examen, et devait tirer ses conclusions avant mai 2012. L'étude a été financée par le Département d'État des États-Unis. L’Autorité nationale Palestinienne a coopéré avec les chercheurs alors qu’Israël a refusé de participer officiellement.
Les résultats de l'enquête approfondie et complète, intitulée « Victimes de nos propres récits ? Représentation de « l'autre » dans les manuels scolaires Israéliens et Palestiniens »,ont été annoncées en février 2013, dans une déclaration signée par la plupart des membres du comité consultatif, à l'exception de plusieurs membres, dont le médecin de Jérusalem Elihu Richter, qui estime que cette méthode pourrait sous-estimer l'incitation Palestinienne, et Arnon Groiss, qui n'a pas lu le rapport final et a également des doutes sur la méthodologie employée. La déclaration du conseil consultatif atteste de la haute qualité des normes scientifiques utilisées et confirme les résultats. Des plaintes ont été formulées selon lesquelles ils n'avaient pas reçu à l'avance une copie du rapport final. Un membre anonyme du SAP a comparé l'impact potentiel de l'étude au Rapport Goldstone.

#### L'image de «l'autre»
L'étude a révélé que, même si la plupart des manuels scolaires des deux côtés étaient factuellement exacts, Israël et les Palestiniens ne parvenaient pas à se représenter de manière adéquate et positive, et a présenté des « récits nationaux unilatéraux exclusifs ». 40 % des manuels scolaires Israéliens et 15 % des manuels Palestiniens ont été jugés comme contenant des représentations neutres de l'autre. Alors que la majorité des manuels scolaires des deux pays présentent l’autre comme l’ennemi, les manuels des écoles publiques Israéliennes sont plus susceptibles de présenter les Palestiniens sous un aspect positif, avec 11 % de leurs manuels et 1 % des manuels Palestiniens considérant l’autre de manière positive. Certains textes d'écoles publiques Israéliennes critiquent les actions d'Israël, tandis que les Palestiniens et les écoles orthodoxes Harédi ont utilisé des manuels « extrêmement négatifs dans leur représentation de l’autre ». Un manuel d'éducation civique Israélien incluait l'autocritique, un lecteur d'éducation civique de 11ème année faisant référence au Massacre de Deir Yassine de 1948 comme le « meurtre de dizaines d'Arabes sans défense » et la cause principale de l’Expulsion et fuite des Palestiniens de 1948. De même, un manuel Israélien de 4ème année contenait l'histoire d'un Palestinien venu à la rescousse d'un soldat Israélien blessé en vertu de son « obligation d'Arabe Musulman ». Un tel contenu s’est toutefois révélé exceptionnel. Un manuel scolaire d'État Israélien qualifiait les Arabes de « masses de la nation sauvage » ; un texte ultra-orthodoxe parlait d'un « convoi d'Arabes assoiffés de sang » et d'un village qui était un « nid d'assassins ». Un autre a qualifié Israël de « petit agneau dans une mer de soixante-dix loups », faisant référence aux nations Arabes. Divers textes Palestiniens incluaient un langage négatif faisant référence à « l'occupation sioniste », à « l'usurpation de la Palestine » et à une prison Israélienne comme un « abattoir ». Les manuels des deux côtés contenaient des références au martyre et à la mort pour sa terre et sa liberté. Dans l’ensemble, des représentations négatives ou très négatives des Palestiniens se produisaient 49 % du temps dans les écoles publiques Israéliennes, 73 % dans les Harédi, contre 84 % dans les manuels scolaires Palestiniens. Des caractérisations très négatives ont été décelées dans 26 % des manuels scolaires publics Israéliens et 50 % dans ceux Palestiniens. Les représentations de « l’autre » comme ennemi sont présentes dans 75 % des manuels scolaires Israéliens et dans 81 % des manuels Palestiniens.

#### Éduquer pour la paix; cartes
Les manuels scolaires Israéliens ont été jugés supérieurs aux manuels Palestiniens en ce qui concerne la préparation des enfants à la paix, mais l'étude a félicité Israël et l'Autorité Palestinienne pour avoir produit des manuels presque totalement exempts de « caractérisations déshumanisantes et de diabolisation de l'autre ». L'étude semble contredire une accusation, souvent utilisée par Israël pour délégitimer les affirmations Palestiniennes selon lesquelles ils étaient prêts à devenir un État, selon laquelle les Palestiniens auraient été « éduqués à la haine ». En ce qui concerne les cartes, 4% des cartes Palestiniennes indiquent la Ligne verte, ou étiquettent la zone à l'ouest de celle-ci comme « Israël », 6 sur 10 omettent les frontières, tandis qu'un autre tiers inclut la ligne verte sans référence à Israël ; 76 % des cartes des manuels scolaires Israéliens ne parviennent pas à distinguer les Territoires Palestiniens et Israël, et les zones Palestiniennes ne sont pas étiquetées, ce qui implique que les zones Palestiniennes font partie d'Israël,,.

#### Critiques des membres du groupe consultatif
Des voix critiques se sont élevées au sein du groupe consultatif scientifique (SAP) de l’étude. Le médecin de Jérusalem, Elihu Richter, a considéré que la méthode appliquée risquait de sous-estimer l’incitation Palestinienne. Le Dr Arnon Groiss, qui a participé au SAP de l'étude et a mené, dans le passé, une recherche indépendante sur les manuels scolaires Palestiniens, Egyptiens, Syriens, Saoudiens, Tunisiens et Iraniens entre 2000 et 2010, a vivement critiqué la méthodologie de l'étude et les conclusions qui en ont découlé. Groiss s'est opposé, entre autres, à la sélection du matériel d'étude (« les pièces de forte diabolisation n'ont pas été incluses, sous prétexte qu'elles n'étaient pas assez explicites », « le déni explicite... n'a pas été inclus non plus »), aux méthodes de catégorisation (« des cas réels d'ignorance délibérée de "l'autre" sans les dégrader ont échappé à l'examen », descriptions faussement positives) et à l'analyse elle-même (« Il n'existe aucune tentative d'étudier les citations plus en profondeur et de tirer des conclusions », « Le rapport considère le Jihad et le martyre comme des valeurs, ce qui est acceptable sur le plan académique, mais ne parvient pas à évaluer leur impact sur les questions de guerre et de paix »). Groiss a conclu que « la question principale, à savoir dans quelle mesure tel ou tel côté est-il engagé dans une véritable éducation pour la paix, voire pas du tout, n'a pas trouvé de réponse dans le rapport lui-même ».

#### Réactions
- Les porte-parole Israéliens ont attaqué le rapport avant que ses résultats ne soient publiés[19]. Le Ministère de l'Éducation, justifiant la décision de refuser la coopération au projet, déclare que celui-ci était « partial, non professionnel et manquait considérablement d'objectivité »[21], affirmant qu'il refusait de coopérer avec « des éléments intéressés à calomnier de manière malveillante le système éducatif Israélien et l'État d'Israël »[25]. Un membre du parti Likoud et ministre Israélien de l'Éducation Gideon Saar, ont qualifié le rapport de « partial, non professionnel et profondément non objectif », le critiquant comme une « tentative de créer un parallèle entre les systèmes éducatifs Israélien et Palestinien sans aucun fondement »[26].
- Salam Fayyad, le Premier ministre Palestinien, a salué l'étude et a déclaré qu'elle « confirme que les manuels scolaires Palestiniens ne contiennent aucune forme d'incitation flagrante, basée sur le mépris de l'autre ». Il a également noté que le Ministère Palestinien de l'Éducation avait été chargé « d'étudier le rapport de manière approfondie et d'utiliser ses conclusions... pour développer les programmes scolaires », fondé sur « les principes de coexistence, de tolérance, de justice et de dignité humaine »[25].
- Le Bureau de presse du gouvernement Israélien a annoncé que Yossi Kuperwasser, directeur général du Ministère des Affaires Stratégiques, fournirait de nouvelles données documentant l’incitation dans le système éducatif de l’AP[24].
- Le Département d'État Américain, par l'intermédiaire de son porte-parole Victoria Nuland, a déclaré que le département avait financé l'étude pour permettre au Conseil des Institutions Religieuses de poursuivre ses objectifs de paix et de tolérance religieuse dans les programmes nationaux, et a déclaré que les États-Unis s'abstiendraient de prendre position sur les conclusions de l'étude[25].
- La Ligue anti-diffamation s'est prononcée en faveur des critiques du ministère Israélien de l'Éducation, déclarant que le rapport était « déformé et contre-productif »[24].

### Rapport de 2019 du Comité des Nations Unies pour l'élimination de la discrimination raciale
En 2019, le Comité des Nations Unies pour l'élimination de la discrimination raciale (CERD) a publié un rapport qui, entre autres points, encourage l'Autorité Palestinienne à garantir que les manuels scolaires et les programmes scolaires ne contiennent pas de commentaires et d'images offensants.

### Rapport de l'Institut Georg Eckert 2019-2021
En 2021, un nouveau rapport a été publié par l’Institut Georg Eckert, mandaté par l’UE. Sur 309 volumes disponibles, 156 ont été retenus. Le processus de sélection visait à garantir un ratio équilibré de manuels de chacune des trois années au cours desquelles ils ont été publiés, y compris toutes les matières et toutes les années scolaires.
Le rapport révèle que même si plusieurs sections et chapitres sont consacrés à des sujets tels que la tolérance et les droits de l'homme, certains récits sont également antisémites et glorifient la violence. L’analyse des manuels scolaires n’a révélé aucun appel direct à la violence contre les Israéliens. Cependant, l'analyse a révélé des représentations qui défendent et parfois soutiennent la violence contre les Israéliens – qui sont généralement appelés « occupants sionistes ».
- Les attaques Palestiniennes contre des civils Israéliens pendant les années 1970 ne sont pas condamnées mais plutôt présentées comme une méthode légitime de résistance[3].
- Les actes de terrorisme, y compris ceux commis par Dalal al-Mughrabi, sont cités comme exemple de « résistance » qui se sacrifie[3].
- Sur les cartes de la région, Israël est absent et les villes israéliennes fondées par des Juifs, comme Tel-Aviv, ne sont pas représentées[3].
- Les manuels préfèrent utiliser le terme « occupation sioniste » plutôt que de mentionner Israël[3].
- Dans un cas, les Juifs sont collectivement décrits comme des ennemis de Mahomet qui a tenté de le tuer ; cette accusation est ensuite liée au conflit israélo-palestinien[3].

## Études réalisées par des organisations affiliées à Israël

### Étude du ministère Israélien de la Défense de 2006
cours de l'année scolaire 2004-2005, le Ministère Palestinien de l'Éducation a publié 29 nouveaux manuels scolaires pour les cinquième et dixième années d’études. Selon une étude réalisée en 2006 par Noa Meridor, chercheuse au sein du bureau du Ministère Israélien de la Défense du Coordonnateur des activités gouvernementales dans les territoires, le nouveau programme Palestinien « montre un déni continu du droit d'existence de l'État d'Israël et une culture continue des valeurs de la lutte armée contre Israël. Les livres contiennent des incitations contre l’État d’Israël et le mouvement sioniste, l’un d’entre eux recourant même à l’antisémitisme »,,.
Parmi les exemples cités dans l’étude :
- Les manuels affirment que les seuls anciens habitants d'Israël étaient des Arabes, ignorant toute présence Juive ancienne : « Concentrée... dans le pays d'Al-Sham [Grande Syrie]... qui était la culture du Cananéen et les peuples Araméens qui y ont émigré depuis la péninsule Arabe »[32].
- Les livres enseignent que le Premier congrès sioniste a favorisé l’État sioniste sur la base d’une décision secrète, qui est ensuite devenu connu sous le nom de Protocoles des Sages de Sion[33].
- Le sionisme est présenté uniquement comme un mouvement ennemi : « Le peuple Palestinien est soumis à un siège oppressif, limitant ses déplacements et son mode de vie »[34].
- Il est prétendu à tort qu'un « sioniste extrémiste » aurait mis le feu à la Mosquée Al-Aqsa en 1969 alors qu'en réalité c'était un homme mentalement instable, protestant fondamentaliste d'Australie.Des sites en Israël sont « annexés » à la Palestine : « Haïfa est un port maritime Palestinien », « La Galilée, Nazareth et Beit She'an sont des régions de Palestine ».
- Les nouveaux manuels scolaires Palestiniens soulignent l'importance du « retour » des réfugiés dans toute la Palestine par la violence : « Retourner dans les foyers, les plaines et les montagnes, sous les étendards de la gloire, le jihad et la lutte »[35],[36],[37].

### Rapport PMW de 2007 et réactions Américaines
En février 2007, Palestinian Media Watch (PMW) a publié un rapport intitulé « De la bataille nationaliste au conflit religieux : les nouveaux manuels Palestiniens de la 12ème année présentent un monde sans Israël »   contenant l'analyse de huit manuels scolaires publiés par l'AP à la fin de 2006. Le sénateur américain Hillary Clinton a rejoint le PMW  pour la publication du rapport rédigé par le directeur du PMW, Itamar Marcus, et la directrice associée, Barbara Crook. La sénatrice Clinton a déclaré que les manuels, qu'elle qualifiait de « maltraitance des enfants » et de « glorification de la mort et de la violence », l'avaient amenée à exprimer son scepticisme quant à la question de savoir si le président de l'Autorité Palestinienne Mahmoud Abbas pourrait être un partenaire équitable pour la paix.
Les textes de 12ème année analysés dans le rapport du PMW étaient les manuels les plus récents écrits par le Centre Palestinien de développement des programmes scolaires. Le directeur du comité du programme d'études, le Dr Naim Abu Al-Humos, est un membre de longue date du parti Fatah et a été nommé ministre de l'Enseignement supérieur de l'Autorité Palestinienne en 2002, sous Yasser Arafat, et a continué après l'élection du président de l'AP, Mahmoud Abbas.

Le rapport indique, notamment :
Les enseignements rejettent à plusieurs reprises le droit d’Israël à exister, présentent le conflit comme une bataille religieuse pour l’Islam, enseignent que la fondation d’Israël est l’impérialisme et dressent activement une image du Moyen-Orient, à la fois verbalement et visuellement, dans laquelle Israël n’existe pas du tout.

 La description suivante de la fondation d'Israël représente le dogme dominant sur Israël dans les manuels scolaires Palestiniens : définissant la fondation d'Israël comme une « catastrophe sans précédent dans l'histoire », « un vol perpétré par des « gangs sionistes », ainsi que de nombreuses autres descriptions haineuses d'Israël comme « un impérialisme colonial » et « raciste », aggravées par la présentation du conflit comme une guerre de religion, ne laisse aucune latitude aux étudiants pour avoir des attitudes positives, voire neutres, à l'égard d'Israël. Ces images négatives et ces allusions religieuses sont aggravées par des présentations haineuses de la politique Israélienne. Les étudiants sont imprégnés d'une identité Palestinienne en tant que « victimes » du simple fait de l'existence d'Israël. L'étudiant bien intentionné se retrouve sans justification logique ni option religieuse pour accepter Israël comme voisin ou rechercher la coexistence. Étant donné le rejet total du droit d'Israël d’exister, sur des bases nationalistes et religieuses, la terreur Palestinienne contre Israël depuis la fondation d'Israël en 1948 est définie comme : « la résistance... des actes d'héroïsme des plus glorieux ».

 Les éducateurs de l’AP enseignent que combattre Israël n’est pas simplement un conflit territorial, mais aussi une bataille religieuse pour l’Islam. Les manuels scolaires définissent le conflit avec Israël comme « Ribat pour Allah » – « une des actions liées au Jihad pour Allah, et cela signifie : Se trouver dans des zones où il existe une lutte entre les Musulmans et leurs ennemis ».
Le rapport indique également plusieurs cas dans ces manuels de ce que les auteurs appellent la Négation de l'Holocauste. En outre, le rapport indique que les manuels scolaires décrivent le monde Islamique et les États-Unis comme étant impliqués dans un « choc des civilisations » et décrivent l’Insurrection irakienne comme étant engagée dans une « résistance courageuse pour libérer l'Irak ». 

Le sénateur Clinton a déclaré : 
Je crois que l'éducation est l'une des clés d'une paix durable au Moyen-Orient... Depuis que nous avons soulevé cette question pour la première fois, il y a quelques années, il n'existe toujours pas de rejet adéquat de l'incitation à la haine de la part de l'Autorité Palestinienne. Il est d’autant plus inquiétant que le problème semble s’être aggravé. Ces manuels ne donnent pas une éducation aux enfants Palestiniens, ils leur donnent un endoctrinement.
Le sénateur Clinton s'est joint à Elie Wiesel pour dénoncer les sentiments anti-Israéliens et le contenu antisémite des manuels scolaires Palestiniens en septembre 2000. En juin 2001, elle s'est jointe au sénateur Charles Schumer pour s'exprimer à nouveau sur la question, en envoyant une lettre au président Bush, l'exhortant à faire comprendre clairement à Yasser Arafat que la paix n'est pas possible sans un arrêt total et immédiat de la rhétorique haineuse de l'Autorité Palestinienne et lui demandant instamment que le financement soit conditionné à la cessation de cette incitation. En octobre 2003, elle a rejoint l'audition du sous-comité sénatorial du travail, du HHS et des crédits pour l'éducation sur les manuels scolaires Palestiniens et d'autres médias qui glorifient la violence et le martyre.

## Réactions
En 2021, le Parlement européen a également condamné UNRWA au motif que ses manuels appellent à la destruction d'Israël et à la création d'un État Palestinien à la place d'Israël, de la Cisjordanie et de la bande de Gaza, et encouragent les enfants à défendre la Palestine avec leur sang,,. Le Parlement européen a déclaré qu'il imposerait des conditions sur les financements à moins que le programme ne soit immédiatement modifié pour encourager la coexistence avec Israël.
En 2022, la commission du contrôle budgétaire du Parlement européen a condamné l’Autorité Palestinienne (AP) pour avoir utilisé des fonds européens afin de créer des manuels scolaires contenant des contenus violents et haineux.
En mai 2023, la loi sur la paix et la tolérance dans l'éducation Palestinienne a été réintroduite au Congrès Américain, en se concentrant sur les préoccupations concernant la présence d'incitation et de violence dans les programmes scolaires Palestiniens financés par des dollars américains et administrés par l’agence de secours et de travaux des Nations unies (UNRWA). La législation visait à mandater le Département d'État Américain pour superviser et rendre compte du matériel éducatif de l'Autorité Palestinienne et de l'UNRWA, en particulier en ce qui concerne l'inclusion continue de la violence, de l'incitation et de l'antisémitisme. Le projet de loi, qui avait déjà été adopté par la commission des affaires étrangères de la Chambre, avec un soutien unanime, a recueilli le soutien des deux côtés lors de la session précédente du Congrès.